# Помешательство (телесериал)
«Помешательство» (англ. The Madness) — американский конспирологический триллер стримингового сервиса Netflix. Шоураннером проекта выступил Стивен Белбер, в главных ролях задействованы: Колман Доминго, Марша Стефани Блейк, Габриэль Грэм и Джон Ортис. Премьера мини-сериала состоялась 28 ноября 2024 года.

## Сюжет
Манси Дэниелс, эксперт в области СМИ, должен очистить свое имя после того, как становится свидетелем убийства. Чтобы выжить, он должен воссоединиться со своей семьей и утраченными идеалами.

## В ролях
- Колман Доминго — Манси Дэниелс
- Марша Стефани Блейк — Елена Дэниелс
- Габриэль Грэм — Кэлли
- Джон Ортис — Франко Кинонес
- Тэмсин Топольски — Люси Снайпс
- Таддеус Дж. Миксон — Деметриус

## Производство
Сериал был заказан в феврале 2023 года, на главную роль был утверждён Колман Доминго. Месяц спустя актёрский состав пополнили: Марша Стефани Блейк, Габриэль Грэм, Джон Ортиса, Тэмсин Топольски и Таддеус Дж. Миксон.

## Отзывы критиков
Рейтинг сериала на сайте Rotten Tomatoes составляет 76% со средней оценкой 7/10 на основе 33 обзоров. Консенсус критиков гласит: «Великолепная игра Колмана Доминго сглаживает периодическое скатывание «Безумия» до политического дидактизма, создавая загадку, в которой хочется разобраться». Оценка проекта на сайте Metacritic составляет 65 баллов из 100 на основе 12 рецензий, что приравнивается к «в целом положительному» статусу.